# Жарув (гміна)
Гміна Жарув (пол. Gmina Żarów) — місько-сільська гміна у південно-західній Польщі. Належить до Свідницького повіту Нижньосілезького воєводства.
Станом на 31 грудня 2011 у гміні проживало 12662 особи.

## Площа
Згідно з даними за 2007 рік площа гміни становила 87.98 км², у тому числі:
- орні землі: 77.00%
- ліси: 11.00%

Таким чином, площа гміни становить 11.84% площі повіту.

## Населення
Станом на 31 грудня 2011:
| Опис     | Загалом | Загалом | Чоловіки | Чоловіки | Жінки | Жінки |
| -------- | ------- | ------- | -------- | -------- | ----- | ----- |
| одиниця  | осіб    | %       | осіб     | %        | осіб  | %     |
| все      | 12662   | 100     | 6221     | 49.13    | 6441  | 50.87 |
| міське   | 6977    | 100     | 3391     | 48.60    | 3586  | 51.40 |
| сільське | 5685    | 100     | 2830     | 49.78    | 2855  | 50.22 |

## Сусідні гміни
Гміна Жарув межує з такими гмінами: Явожина-Шльонська, Костомлоти, Марциновіце, Меткув, Стшеґом, Свідниця, Уданін.